# Jan Ehrenwald
Jan Ehrenwald (sinh ngày 1 tháng 3 năm 1900 - mất ngày 15 tháng 6 năm 1988) là một nhà tâm thần học và nhà tâm lý trị liệu người Mỹ gốc Séc, nổi tiếng nhất bởi những nghiên cứu của ông về lĩnh vực cận tâm lý học. Nghiên cứu của ông chủ yếu tập trung vào khả năng ngoại cảm và tin vào quan hệ mật thiết của nó đối với phân tâm học.

## Sự nghiệp
Ehrenwald theo học y tại đại học Prague. Ông giảng dạy tâm thần học tại đại học Vienna (1927-1931), bệnh viện Brooklyn tại bệnh viện đại học Long Island (1948-1950) và đại học bang New York (1950-1953). Ông là thành viên của Hiệp hội Nghiên cứu Tâm thần và là học viên của Học viên Y khoa New York.

## Đón nhận
Ehrenwald tin rằng thần giao cách cảm đã được biểu diễn chứng minh một cách thành công, nhưng điều này không được cộng đồng khoa học chấp nhận. Các nhà phê bình cho rằng các tuyên bố của Ehrenwald chỉ dựa trên phỏng đoán chứ không dựa trên thực tế vững chắc.  Những nghiên cứu của ông được đón nhận hoan nghênh bởi các nhà cận tâm lý học. Cuốn sách của Ehrenwald cũng đã được bình duyệt là tích cực bởi Arthur Deikman, J. B. Rhine và Ian Stevenson.

## Tác phẩm
- Telepathy and Medical Psychology, W. W. Norton, 1948
- From Medicine Man to Freud, 1956
- Psychotherapy: Myth and Method, 1966
- New Dimensions of Deep Analysis, 1975
- History of Psychotherapy: From Magic Healing to Encounter, Jason Aronson, 1976
- The ESP Experience: A Psychiatric Validation, 1978